# Arnd Peiffer
Arnd Peiffer, född den 18 mars 1987 i Wolfenbüttel, Västtyskland, är en tysk före detta skidskytt som tävlade i världscupen säsongen 2008/09 till säsongen 2020/2021. Han är anställd som polisassistent vid Bundespolizei.
Innan VM 2009 i Pyeongchang var Peiffers bästa placering en sjunde plats från sprinttävlingen i Oberhof. Vid VM ingick han tillsammans med Andrea Henkel, Simone Hauswald och Michael Greis i det tyska stafettlaget som blev bronsmedaljörer efter Frankrike och Sverige. Den 4 februari 2011 vann Peiffer sprinttävlingen i amerikanska Presque Isle.
Vid de olympiska skidskyttetävlingarna 2018 tog han en guldmedalj i sprint och en bronsmedalj i stafett.

## Resultat

### Pallplatser i världscupen
Peiffer tog under sin karriär 36 individuella pallplatser i världscupen: 10 segrar, 16 andraplatser och 10 tredjeplatser.
| Säsong  | Datum            | Plats                          | Disciplin           | Placering |
| ------- | ---------------- | ------------------------------ | ------------------- | --------- |
| 2008/09 | 26 mars 2009     | Chanty-Mansijsk, Ryssland      | Sprint (10 km)      | 1:a       |
| 2009/10 | 23 januari 2010  | Antholz, Italien               | Sprint (10 km)      | 1:a       |
| 2009/10 | 24 januari 2010  | Antholz, Italien               | Jaktstart (12,5 km) | 2:a       |
| 2009/10 | 27 mars 2010     | Chanty-Mansijsk, Ryssland      | Masstart (15 km)    | 2:a       |
| 2010/11 | 7 januari 2011   | Oberhof, Tyskland              | Sprint (10 km)      | 2:a       |
| 2010/11 | 4 februari 2011  | Presque Isle, USA              | Sprint (10 km)      | 1:a       |
| 2010/11 | 5 mars 2011      | Chanty-Mansijsk, Ryssland (VM) | Sprint (10 km)      | 1:a       |
| 2011/12 | 7 januari 2012   | Oberhof, Tyskland              | Sprint (10 km)      | 1:a       |
| 2011/12 | 15 januari 2012  | Nové Město, Tjeckien           | Jaktstart (12,5 km) | 2:a       |
| 2011/12 | 2 februari 2012  | Oslo, Norge                    | Sprint (10 km)      | 2:a       |
| 2011/12 | 4 februari 2012  | Oslo, Norge                    | Jaktstart (12,5 km) | 1:a       |
| 2011/12 | 16 mars 2012     | Chanty-Mansijsk, Ryssland      | Sprint (10 km)      | 2:a       |
| 2011/12 | 17 mars 2012     | Chanty-Mansijsk, Ryssland      | Jaktstart (12,5 km) | 2:a       |
| 2011/12 | 18 mars 2012     | Chanty-Mansijsk, Ryssland      | Masstart (15 km)    | 2:a       |
| 2013/14 | 17 januari 2014  | Antholz, Italien               | Sprint (10 km)      | 3:a       |
| 2013/14 | 6 mars 2014      | Pokljuka, Slovenien            | Sprint (10 km)      | 3:a       |
| 2013/14 | 6 mars 2014      | Kontiolax, Finland             | Sprint (10 km)      | 3:a       |
| 2014/15 | 17 januari 2015  | Ruhpolding, Tyskland           | Sprint (10 km)      | 3:a       |
| 2014/15 | 17 januari 2015  | Oslo, Norge                    | Sprint (10 km)      | 1:a       |
| 2015/16 | 5 december 2015  | Östersund, Sverige             | Sprint (10 km)      | 2:a       |
| 2015/16 | 6 december 2015  | Östersund, Sverige             | Jaktstart (12,5 km) | 2:a       |
| 2015/16 | 18 mars 2016     | Chanty-Mansijsk, Ryssland      | Sprint (10 km)      | 3:a       |
| 2016/17 | 3 december 2016  | Östersund, Sverige             | Sprint (10 km)      | 3:a       |
| 2016/17 | 7 januari 2017   | Oberhof, Tyskland              | Jaktstart (12,5 km) | 2:a       |
| 2016/17 | 11 mars 2017     | Kontiolax, Finland             | Jaktstart (12,5 km) | 1:a       |
| 2017/18 | 19 januari 2018  | Antholz, Italien               | Sprint (10 km)      | 3:a       |
| 2018/19 | 15 december 2018 | Hochfilzen, Österrike          | Jaktstart (12,5 km) | 2:a       |
| 2018/19 | 12 januari 2019  | Oberhof, Tyskland              | Jaktstart (12,5 km) | 2:a       |
| 2018/19 | 27 januari 2019  | Antholz, Italien               | Masstart (15 km)    | 3:a       |
| 2018/19 | 13 mars 2019     | Östersund, Sverige (VM)        | Distans (20 km)     | 1:a       |
| 2018/19 | 23 mars 2019     | Oslo, Norge                    | Jaktstart (12,5 km) | 3:a       |
| 2018/19 | 24 mars 2019     | Oslo, Norge                    | Masstart (15 km)    | 2:a       |
| 2019/20 | 12 januari 2020  | Oberhof, Tyskland              | Masstart (15 km)    | 2:a       |
| 2019/20 | 8 mars 2020      | Nové Město, Tjeckien           | Masstart (15 km)    | 3:a       |
| 2020/21 | 3 december 2020  | Kontiolax, Finland             | Sprint (10 km)      | 2:a       |
| 2020/21 | 20 december 2020 | Hochfilzen, Österrike          | Masstart (15 km)    | 1:a       |